# کف‌بینی

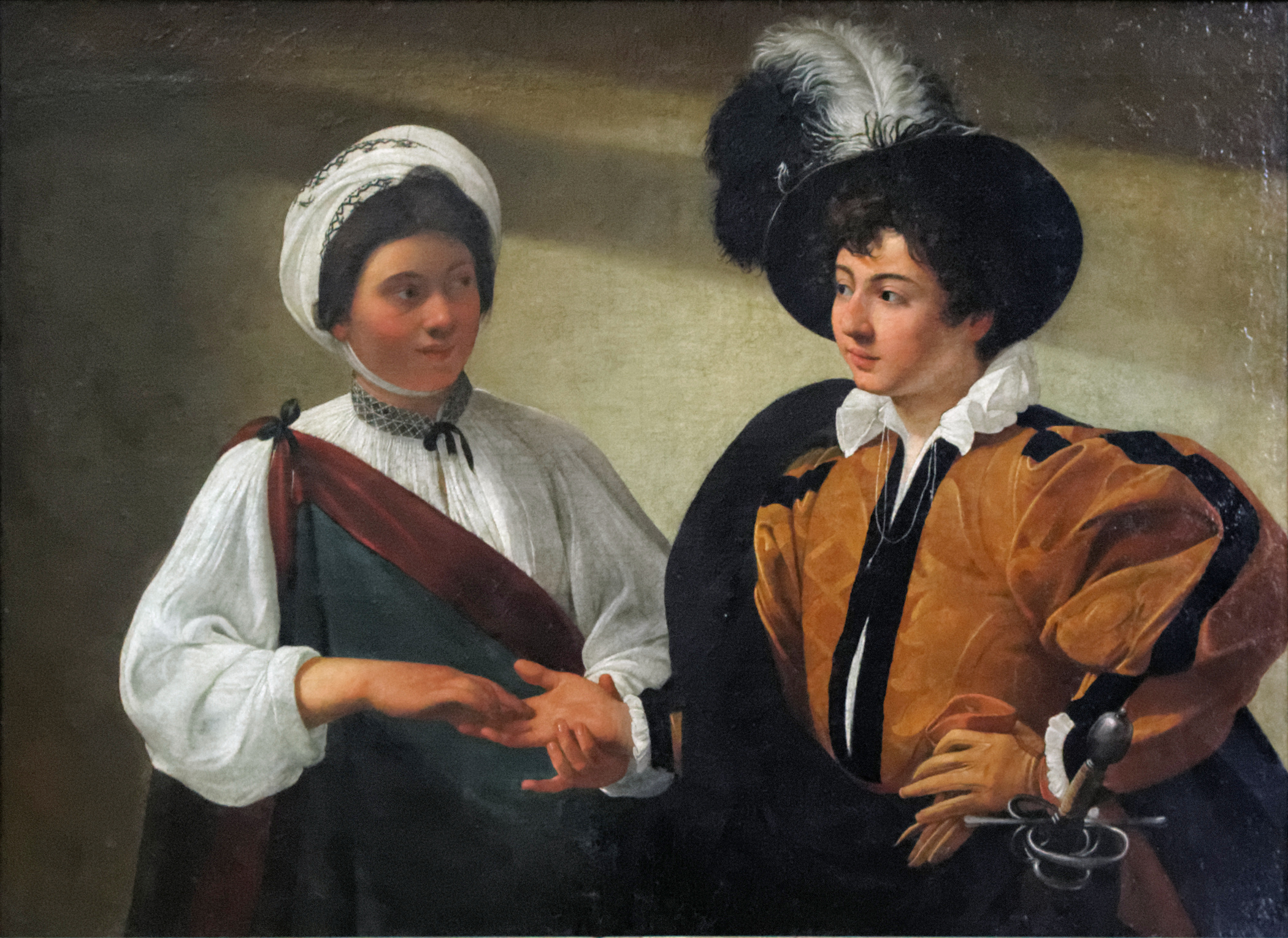
طالع‌بین، اثر کاراواجو (۱۵۹۴–۹۵؛ رنگ روغن روی بوم؛ لوور)، کف‌بینی را به تصویر کشیده است.

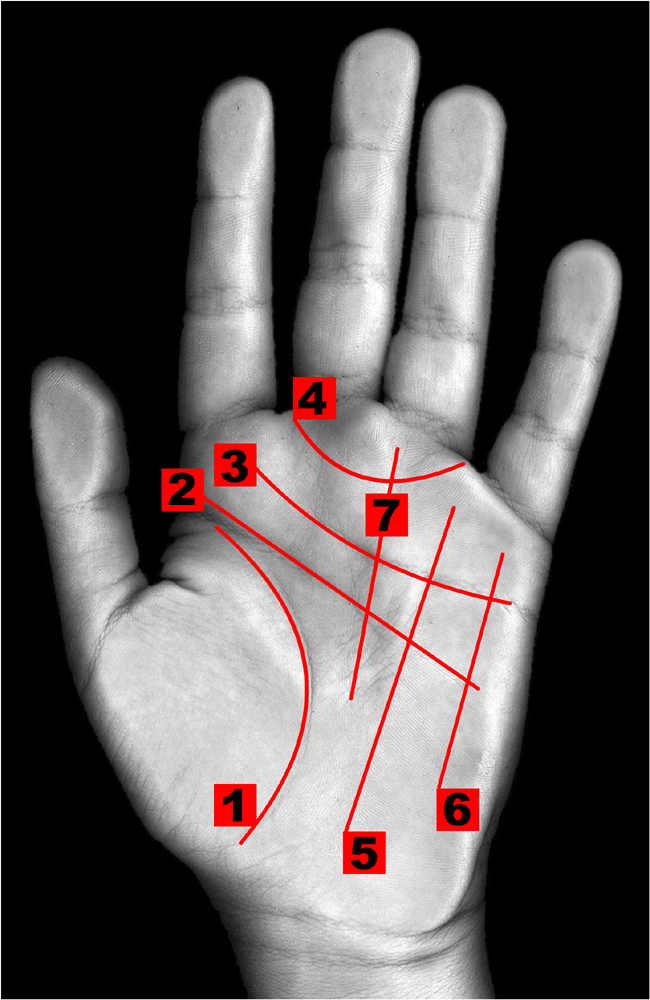
بعضی از خطوط دست در کف بینی
1: خط زندگی - 2: خط سر - 3: خط قلب - 4: کمربند زهره - 5: خط خورشید - 6: خط عطارد - 7: خط سرنوشت

کَف‌بینی گونه‌ای طالع‌بینی است که افرادی ادعا می‌کنند با استفاده از آن می‌توانند با دیدن خطهای کف دست کسی، از سرنوشت، آینده، گذشته و اخلاق شخص آگاهی یابند.
در نظر بسیاری از پژوهشگران دانشگاهی این عقیده‌ای خرافی است.
به کسی که کارش کف‌بینی است کف‌بین می‌گویند.
از نظر کف بینان، خطوط کف دست راست و چپ با هم متفاوتند و هرکدام معنای خاص خودش را دارد.